# 27846 Honegger
27846 Honegger este un asteroid din centura principală de asteroizi.

## Descriere
27846 Honegger este un asteroid din centura principală de asteroizi. A fost descoperit pe 5 octombrie 1994 la Tautenburg de Freimut Börngen. Asteroidul prezintă o orbită caracterizată de o semiaxă mare de 2,35 ua, o excentricitate de 0,22 și o înclinație de 2,8° în raport cu ecliptica.